# Previously On
«Previously On» (с англ. — «Ранее в сериале») — восьмой эпизод американского мини-сериала «Ванда/Вижн», основанного на персонажах Ванда Максимофф / Алая Ведьма и Вижн из «Marvel Comics». Сериал рассказывает о супружеской паре, живущей в городе Уэствью, в то время как их идиллическая пригородная жизнь начинает распадаться. Действие эпизода происходит в медиафраншизе «Кинематографическая вселенная Marvel» (КВМ), и он напрямую связан с фильмами франшизы. Сценарий к эпизоду написала Лора Донни, а режиссёром стал Мэтт Шекман.
Элизабет Олсен и Пол Беттани вновь исполняют соответствующие роли Ванды Максимофф и Вижна из серии фильмов, и главные роли также исполняют Дебра Джо Рапп и Кэтрин Хан. Шекман присоединился к сериалу в августе 2019 года. Съёмки проходили в мегаполисе Атланты, а также на студии «Pinewood Atlanta Studios» и в Лос-Анджелесе.
Эпизод «Ранее в сериале» был выпущен на «Disney+» 26 февраля 2021 года.

## Сюжет
В Салеме в 1693 году ведьма Агата Харкнесс предстаёт перед судом собрания ведьм за использование тёмной магии. Когда они пытаются убить Агату за проступок, она высасывает их жизненные силы.
В настоящем Агата, угрожая Ванде жизнью близнецов, пытается узнать у девушки, как та контролирует Уэствью. Она заставляет Ванду заново пережить ключевые моменты жизни. Во время войны в Заковии в 1999 г. дом семьи Ванды был взорван, а она вместе с Пьетро застряла под завалами рядом с неразорвавшейся ракетой компании «Stark Industries». Выясняется, что именно Ванда обезвредила бомбу, используя свои врождённые магические способности, которые усилил и развил Камень Разума во время экспериментов организации «Гидра».
В следующем воспоминании она вновь переживает диалог с Вижном, в комплексе Мстителей, поскольку в этот момент они становятся важными друг для друга.
Далее показывается, как Ванда приезжает в штаб-квартиру организации «М.Е.Ч.» через пару недель после «Щелчка» Халка, чтобы забрать тело Вижна. Исполняющий обязанности директора «М.Е.Ч.» Тайлер Хейворд показывает ей лишь полуразобранное тело андроида и отказывается отдавать его ей, ввиду стоимости Вибраниума, из которого он состоит. Ванда выходит из себя и врывается в лабораторию, но, не в силах ощутить «душу» Вижна, покидает штаб-квартиру.
Ванда отправляется в городок Уэствью в Нью-Джерси, в котором до нападения Таноса Вижн купил участок для строительства их общего дома. В приступе скорби и горя Ванда создаёт на участке желанный дом, воссоздаёт с помощью своей магии новую версию Вижена и распространяет заклятие на весь город, приводя его в состояние ситкома, а также захватив разум его жителей, распределяя им свои роли.
Очнувшись от воспоминаний, Ванда выбегает из дома Агаты и видит её с захваченными близнецами. Та приходит к выводу, что Ванда обладает легендарной формой магии — «Магией хаоса», и называет девушку «Алой Ведьмой».
В сцене после титров Тайлер Хейворд, используя остатки магии Ванды на дроне, оживляет вновь собранное тело исходного Вижна.

## Производство

### Разработка
К октябрю 2018 года «Marvel Studios» разрабатывала мини-сериал с участием Ванды Максимофф (Элизабет Олсен) и Вижна (Пол Беттани) из фильмов кинематографической вселенной Marvel (КВМ). В августе 2019 года Мэтт Шекман был нанят в качестве режиссёра мини-сериала. Шекман, наряду с главным сценаристом Жак Шеффер, Кевином Файги, Луисом Д’Эспозито и Викторией Алонсо стали исполнительными продюсерами:50. Файги описал сериал как наполовину «классический ситком, наполовину марвеловский блокбастер», отдающий дань уважения многим эпохам американских ситкомов. К восьмому эпизоду, названному «Ранее в сериале», сценарий написала Лора Донни. Шекман объяснил, что название эпизода «Ранее в сериале» должно помочь «отразить… то, как был представлен эпизод», исследуя прошлое в жизни Ванды.

### Сценарий
«Ранее в сериале» показывает, что отец Ванды Олек продавал DVD-диски с американскими ситкомами, чтобы заработать себе на жизнь, которые сформировали у Ванды любовь к ним. Ситкомы, показанные или упомянутые в этом эпизоде, включают «Шоу Дика Ван Дайка» и его эпизод «It May Look Like a Walnut», «Я люблю Люси», «Семейка Аддамс», «Моя жена меня приворожила», «Я мечтаю о Джинни», «Кто здесь босс?», «Семейка Брейди», и его эпизод «Kitty Karry-all Is Missing», а также «Малкольм в центре внимания» и его эпизод «Health Insurance». Изучая боль прошлого Ванды, Донни сказала, что сценаристы были заинтересованы в том, «чтобы не просто посматривать, где Ванда побывала, а прочувствовать с ней эти события» для того, чтобы дать «направление [и] голос» горю, дающий ей форму, а не просто описывающий её. В преддверии премьеры серии Файги заявил, что силы Ванды никогда не были полностью определены в ходе Саги Бесконечности, в то время как эпизод рассказал истинное происхождение её сил и то, открыл ли их Камень разума; «Ранее в сериале» подтверждает, что Ванда родилась с магическими силами, усиленные Камнем разума, что является ретконом истории Ванды в КВМ. Фил Оуэн из «TheWrap» назвал это «грандиозным», поскольку раньше считалось, все ранее показанные люди-супергерои в КВМ рождались нормальными, приобретая свои сверхспособности позже. Шекман назвал диалог и обмен мнениями между Вандой и Виженом, обсуждающим скорбь, «центральной точкой» «Ванда/Вижн».
Агата Харкнесс называет Ванду в эпизоде «Алой Ведьмой»; никто в КВМ до этого момента не знал Ванду под этим прозвищем. Обозреватели считают, что имя «Алая Ведьма» было скорее наследственным титулом или происхождением ведьмы, а не прозвищем супергероя; недавние версии персонажа в комиксах также внесли это изменение. Появление белого Вижна «М.Е.Ч.а» было вдохновлено этим персонажем, появляющимся в таком образе в сюжетной линии комикса «Vision Quest».

### Кастинг
Главные роли в эпизоде исполняют Пол Беттани (Вижн), Элизабет Олсен (Ванда Максимофф), Дебра Джо Рапп (Шэрон Дэвис) и Кэтрин Хан (Агата Харкнесс):39:16–39:31. Роли сыновей Ванды и Вижена в эпизоде сыграли Джулиан Хиллиард (Билли) и Джетт Клайн (Томми):41:36. Также в эпизоде появляются Джош Стамберг (директор «М.Е.Ч.» Тайлер Хейворд), Дэвид Пэйтон (Джон Коллинз):41:36, Дэвид Ленгел (Гарольд Проктор), Амос Глик (доставщик пиццы), Селена Андюз (агент «М.Е.Ч.» Родригес), Кейт Форбс (Эванора Харкнесс), Илана Гуральник (Ирина Максимофф), Данияр (Олек Максимофф):41:36, также Микаэла Расселл и Габриель Гуревич (юные Ванда и Пьетро Максимофф).

### Съёмки и визуальные эффекты
Съёмки на звуковой сцене проходили в павильонах студии «Pinewood Atlanta» в Атланте, Джорджия, где режиссёром стал Шекман, а Джесс Холл выступил в качестве оператора. Съёмки также проходили в мегаполисе Атланты, а наружные съёмки и съёмки на заднем дворе студии проходили в Лос-Анджелесе, когда сериал возобновил производство после перерыва из-за пандемии COVID-19:50. Визуальные эффекты в эпизоде были созданы компаниями «SSVFX», «Framestore», «Mr. X», «Industrial Light & Magic», «The Yard VFX», «Digital Domain», «Cantina Creative», «RISE», «Rodeo FX» и «capital T»:42:42–42:57.

### Музыка
«Marvel Music» и «Hollywood Records» выпустили саундтрек к седьмому эпизоду в цифровом формате 5 марта 2021 года, и в нём присутствовала музыка композитора Кристофа Бека.
| №                   | Название                                        | Длительность |
| ------------------- | ----------------------------------------------- | ------------ |
| 1.                  | «Salem»                                         | 1:40         |
| 2.                  | «Witchnapped»                                   | 4:49         |
| 3.                  | «Sokovia»                                       | 2:10         |
| 4.                  | «War Zone»                                      | 4:30         |
| 5.                  | «The Mind Stone»                                | 2:29         |
| 6.                  | «What Is Grief»                                 | 3:53         |
| 7.                  | «Some Assembly Required»                        | 2:41         |
| 8.                  | «Genesis»                                       | 6:07         |
| 9.                  | «Ready for Launch»                              | 1:24         |
| 10.                 | «Wanda and Vision (Любовная тема «ВандаВижен»)» | 2:32         |
| Общая длительность: | Общая длительность:                             | 32:15        |

## Маркетинг
После выхода эпизода, «Marvel» анонсировала товары, вдохновлённые этим эпизодом, в рамках еженедельной акции «Marvel Must Haves» для каждого эпизода сериала, включая одежду, фигурки «Funko» Агаты и Вижена, а также фигурку «Hasbro» Marvel Legends Вижна.

## Релиз
Эпизод «Ранее в сериале» был выпущен на «Disney+» 26 февраля 2021 года.

## Отзывы

### Реакция критиков
Агрегатор рецензий «Rotten Tomatoes» присвоил эпизоду 95 % рейтинга со средним баллом 8,17/10 на основе 19 отзывов. Консенсус критиков на сайте гласит: «Кэтрин Хан вырисовывается фактурно и серьёзно отвечает за своё ремесло в „Ранее в сериале“ — к счастью, Элизабет Олсен доказывает, что она более чем справляется с этой задачей благодаря своему завораживающему исполнению».
Давая эпизоду 5 из 5 звёзд, Абрахам Рисман из «Vulture» был в восторге от «Ранее в сериале», заставляя его «взвесить всё», что он прежде чувствовал о сериале. Также он сказал об эпизоде, что «это всё, что вы хотели бы от путешествия от КВМ, но сделано это свежо, творчески и наполнено подлинными эмоциями». Хотя ему понравилось, как Агата сказала «Алая Ведьма», Рисман полагает, что этот момент может немного сбить с толку зрителей, которые не знают, что это псевдоним Ванды в комиксах. Он был слегка разочарован дополнительной информацией о «Пьетро», придя к выводу, что появление Эвана Питерса сводилась к «простому трюковому кастингу, а не к предвкушению к мультивселенной». Бен Трэверс из IndieWire назвал слова Вижна «Но что такое горе, если не стойкая любовь?» во время его сцены с Вандой «мощным заявлением [и] очень лаконичной инкапсуляцией глубокого чувства», и моментом движения «Ванда/Вижн» вперёд. Он полагает, что сериал должен был показать любовь к сериалам у Ванды гораздо раньше, чтобы помочь зрителям понять дань уважения ситкомам, но более общий вопрос «Что случилось с Вандой?» имел значение всё это время и был отвечен в эпизоде «с потрясающей трогательностью»; Трэверс дал эпизоду оценку «A-».
Стивен Робинсон из «The A.V. Club» дал эпизоду «B», заявив, что управляемый персонажем эпизод мог бы стать «убийцей импульса», но он был рад, что серия смогла объяснить мотивацию Ванды и ответить на некоторые вопросы, оставшиеся с её появления в фильме «Мстители: Эра Альтрона» (2015). Робинсон назвал Хейворда «более банальным злодеем, чем Агата», но «не менее жестоким» после эпизода, показывающего, что он ранее солгал о том, что Ванда пыталась украсть тело Вижна из «М.Е.Ч.а», а также отметил изменение поведения Хан в конце эпизода. Рози Найт из «Den of Geek» назвала «Ранее в сериале» «самым душераздирающим эпизодом» и похвалила игру Хан, сказав, что это создаёт возможность называть Агнес антигероем, а не полным злодеем. Про Ванду Найт сказала, что это был «полный перезапуск» персонажа, позволяя «Ванде стать человеком с тонкостью, определяемой любовью и яростью больше, чем травмой. Она — цельный человек, и Олсен отыгрывает каждую слезу, дрожь губ и испуганный вздох». Найт закончила отзыв с энтузиазмом, направляясь к финальному эпизоду, и также сказала, что «Ванда/Вижн» «превращается в один из лучших проектов за всю историю КВМ».
Алан Сепинволл из «Rolling Stone» отметил, что, по видимому, этот эпизод «Ванда/Вижн» в основном черпает вдохновение из сюжетной линии комиксов «Vision Quest», написанной Джоном Бирном. Сепинволл сказал, что сериал адаптирует сюжетную линию «для того, чтобы собрать [Ванду и Вижна] во что-то более сильное, опираясь на фрагменты Ванды из фильмов КВМ». Первоначально Сепинволл полагал, что эпизод будет следовать аналогичной структуре четвёртого эпизода «Мы прерываем эту программу», показывая более ранние события глазами Агаты, но когда эпизод перешёл к «более развёрнутой и последовательной биографии Ванды, чем фильмы КВМ были бы в состоянии предоставить», он почувствовал, что это оказалось одним из недостатков описания общей вселенной: «связывание вместе много старых идей, которые не обязательно должны были совпадать». Сцена между Вандой и Виженом на базе Мстителей стала ярким моментомэпизода для Сепинволла, сравнив выступление Олсен с её выступлением в сериале «Facebook Watch» «Сожалею о вашей утрате», и назвав его «невероятно трогательным». Сепинволл пришёл к выводу, что если бы сериал намеревался сделать Ванду злодеем к моменту завершения, она была бы «гораздо более всесторонним злодеем и тем, кто чувствует себя гораздо более многогранным, чем ей было позволено быть в её странной, извилистой истории в КВМ на сегодняшний день».
Мэтт Пёрслоу из «IGN» был более сдержан в оценках эпизода, дав ему 6 баллов из 10. Он чувствовал, что, будучи предпоследним эпизодом сериала, он будет «наращивать темп», а не «упражняться в подведении итогов». Он добавил, что флэшбэки ощущались «сродни предполётным проверкам, гарантируя, что аудитория полностью информирована, прежде чем отправиться в финальный взлёт шоу. Есть несколько забавных поворотов, а также некоторая эмоциональная ценность, но для тех, кто полностью знает о „Ванда/Вижн“ и КВМ, кажется, что сюжет тормозит, когда он должен ускоряться». Пёрслоу считает, что существование «Алой Ведьмы» в КВМ, по-видимому, указывает на какое-то пророчество или происхождением ведьм, что вероятно является «интересным сюжетным поворотом», и считает, что образ, который Ванда видит в Камне разума, «было особенно сильным методом добавления впечатления от легенды и веса к её истории». Ему также понравилась сцена на базе Мстителей с Вандой и Вижном. Кристиану Холубу из «Entertainment Weekly» понравилась структура эпизода, но был неудовлетворён некоторыми объяснениями, полагая, что сериалу ещё предстоит ответить на множество вопросов, таких как истинная природа «Пьетро» и больше информации о Билли и Томми. Кроме того, Холуб назвал окончание эпизода, где Ванда называется «Алой Ведьмой», «довольно слабым», но сказал, что сцена после титров создала для заключительного эпизода «довольно захватывающую возможность» потенциального противостояния между Вандой и Вижном «М.Е.Ч.а». Коллега Холуба Чанселлор Агард «прослезился» при просмотре эпизода, так как ему понравилась игра Олсен и Хан, но чувствовал, что сериал мог бы интегрировать флэшбэки «более смелым и интересным способом». Он хотел бы, чтобы сериал продолжал давать данью уважения ситкомам, ссылаясь на одну из драм или «грустных ситкомов» с середины до конца 2010-х годов, а не на «дворец памяти с трюком с дверями», который считает «слишком простым».

### Награды
Олсен была названа на «TVLine» «исполнительницей недели» 22 февраля 2021 года за её игру в этом эпизоде, также как Лидия Уэст из «Это грех». Сайт признал, что Олсен была достойна звания «исполнительница недели» за весь сериал, а за «Ранее в сериале» сказал, что её игра была «не менее убедительна, хотя и кардинально отличающаяся от долгих недель в качестве домохозяйки из сериалов». Во время путешествия Ванды по своим воспоминаниям Олсен смогла изобразить свою печаль, почти не произнося ни слова, а её визит к телу Вижна в «М.Е.Ч.е» оставил «неизгладимое впечатление» и доказал, что Олсен может заставить нас «расплакаться своим, едва слышным голосом», говорящим фразу «Я тебя не чувствую».